# Сабармати ашрам
Сабармати Ашрам (также ашрам Ганди, ашрам хариджан или ашрам Сатьяграха) — первый ашрам, основанный Ганди на берегу реки Сабармати в Ахмадабаде, штат Гуджарат. Этот ашрам был основным местом жительства Махатмы Ганди и его жены Кастурбы Ганди, где они прожили 12 лет.
Этот ашрам был отправной точкой соляного похода, начавшегося 12 марта 1930 года. В качестве признания влияния, оказанного маршем на движение за независимость Индии, правительство присвоило ашраму статус национального памятника.

## История
После своего возвращения из Южной Африки Ганди основал свой первый ашрам Кочараб в Ахмадабаде 25 июня 1915 года. Но Ганди хотел заниматься различной деятельностью, такой как земледелие и скотоводство, для чего требовалась большая территория, поэтому 17 июня 1917 года ашрам был перенесен на участок размером 36 акров, расположенный на берегу реки Сабармати. Сама земля располагалась между тюрьмой и крематорием, и по мнению Ганди, это место подходило для последователей сатьяграхи.

Это подходящее место для нашей деятельности, чтобы продолжить поиск истины и развивать бесстрашие — с одной стороны, железные болты иностранцев, а с другой, молнии Матери Природы
— Махатма Ганди 
36 акров земли, на которых разместился ашрам, представляли собой пустырь, наполненный змеями, но следуя идеям движения сатьяграхи, Махатма Ганди запретил убивать их. Ашрам был создан с двумя целями: продолжать поиски истины и создать ненасильственную группу рабочих, которые помогли бы организовать и поддержать свободу в стране. Первыми жителями ашрама стала семья Ганди и 25 его последователей, с которыми он вернулся из Южной Африки.

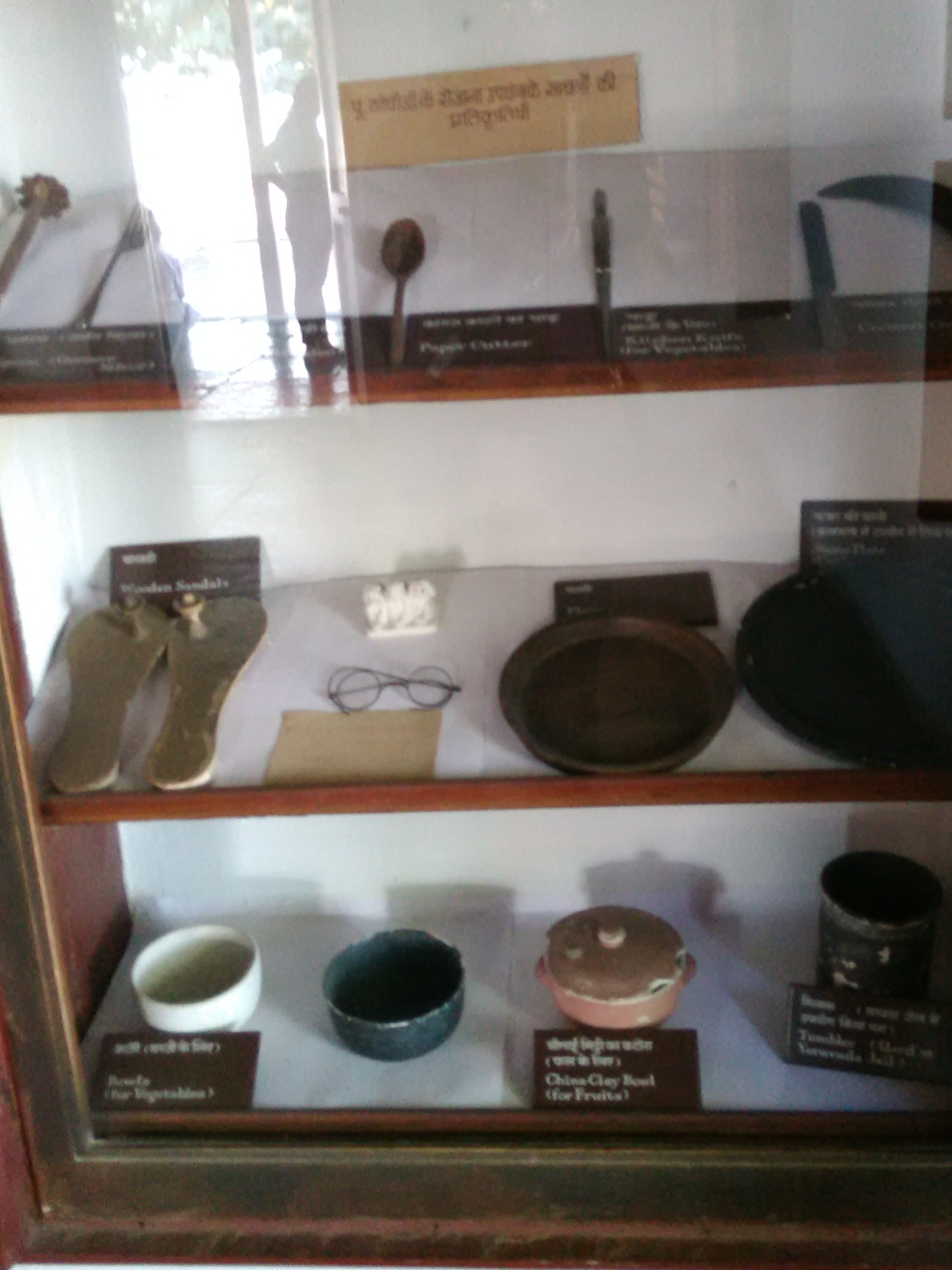
Экспонаты, в том числе его деревянный "катхау", принадлежавший Махатме Ганди.

В ашраме Ганди создал школу для обучения населения сельскому хозяйству, ручному труду и грамотности. Здесь же начался 12 марта 1930 года соляной поход против повышения налога на соль, введённого британцами. Ганди с 78 единомышленниками прошли пешком от ашрама до деревни Данди в округе Навсари. Их путь составил около 388 км. Повышение налога на соль заставило тысячи жителей Индии начать самим нелегально производить соль и присоединиться к маршу. Сам Ганди выпаривал морскую воду для получения соли. В результате такой масштабной акции гражданского неповиновения британские власти арестовали около 60 000 человек и захватили ашрам Ганди. Несмотря на просьбы Ганди вернуть ему ашрам, власти не пошли ему на встречу. 12 марта 1930 года Ганди пообещал, что не вернётся в ашрам до тех пор, пока Индия не станет свободной. 22 июля 1933 года Ганди принял решение расформировать ашрам, но местные жители сохранили его. Несмотря на то, что Индия стала независимой от Британии 15 августа 1947 года, Ганди так и не смог вернуться в свой первый ашрам, так как был убит 30 января 1948 года.

## Музей
На данный момент ашрам является музеем и носит статус национального памятника. Джавахарлал Неру провел торжественное открытие музея 10 мая 1963 года. Музей открыт ежедневно с 8:00 до 19:00. В год ашрам посещает более 700 000 человек. В музее проводятся различные тематические экскурсии. Также музей занимается сбором, анализом и сохранением писем, текстов и воспоминаний о Ганди.
Посетители могут посетить различные институты, принадлежащие музею, например, школу, хостел для девушек из касты неприкасаемых, институт, занимающийся исследованием солнечной энергии и био-газа, и многие другие отделения.